# 陶傑
陶傑（1958年8月17日—），原名曹捷，另有筆名楊非劫、蔣壹礁等，祖籍廣西桂平，香港華文作家及傳媒工作者。1996年，獲得香港文學雙年獎，現居英國。
其風格文藝中有幽默的形式評論文化時局人性。2003年，被中國評論家梁文道譽為香江第一才子。

## 個人經歷

### 早年
陶傑，父母是香港親中人士，曾在親中媒體任職。
父親曹驥雲為香港《大公報》副總編輯，母親常婷婷為編輯；此外，外祖父常書林曾為《珠江日報》記者、弟弟曹輝在中國投資公司工作。 
其父母是1949年從中國隨百萬逃港大潮來到香港的，父親曹驥雲當年投奔的是從上海來港的姨媽，而他的姨丈就是上海第一代從美國引進機器做紗廠（20世紀20年代）的紡織實業首富王啟宇。王家當年無論在上海還是香港，都是首屈一指的名門望族。
從小深受資深媒體人父親的影響，陶傑喜歡看電影和戲劇，而他的父親亦曾深受過他爺爺的影響，因此，使得陶傑有機會接觸到舊上海流行的歌曲和一些經典的電影作品。或者對藝術和美的欣賞，就是從那時不經不覺開始的。

### 求學
陶傑童年居於灣仔近摩利臣山道，自幼接觸古典文學，中學時開始投稿，並發表在《新晚報》。曾以散文《屋之輓歌》得1976年全港中學生徵文比賽冠軍。
《兵車行》及《勇士》分別獲選為第五屆青年文學獎詩高級組亞軍，第六屆青年文學獎詩高級組季軍。《輪》及《揮春之二》分別得《時代青年》第二屆徵文比賽散文組冠軍、第三屆徵文比賽詩組冠軍。散文集《泰晤士河畔》得第三屆香港中文文學雙年獎。
陶傑曾就讀香港真光中學小學部，七歲轉讀左派學校培僑中學小學部（1966年入讀小三年級），最後在位於北角的香港樹人學校畢業。
他之後轉讀嶺南中學，17歲因會考成績未達中學六年級要求而到了英國報讀GCE Ordinary Level。
GCE Advanced Level畢業後考入華威大學，23歲得英國文學學士學位；其後在倫敦大學政治經濟學院修讀國際關係深造文憑。
陶傑畢業後於英國廣播公司任職8年，並且曾經兼任香港電台駐英記者。 他於電台節目稱在英國時受周采芹招攬，在電影《太陽帝國》出演小角色。
1979年11月出版的《香港文學》雙月刊有名為曹捷小輯的專訪，內容提及他21歲還在英國時，筆名是楊非劫，主要寫詩及散文，也發表過素描畫，得過多個詩詞獎和散文獎。內容還提及他是當年一份文藝刊物《新穗文刊》的成員，專訪簡介形容他「個性沉默寡言，溫文爾雅，性好藝術」。
2009年，散文《愛的迷蹤》首獲香港教育局列作香港高中課程中國語文科中四級學習單元五「文學與人生——人生百味」讀本課文之一。

### 回港
1991年，陶傑應武俠小說名作家金庸的邀請，回港任《明報》副刊副總編輯，兼寫專欄《泰晤士河畔》、《黃金冒險號》。後來曾任《華僑日報》副總編輯，1993年任英文日報《東快訊》政治編輯。
陶傑於1994年9月15日凌晨與同事乘車回家時，途經啟德機場隧道遭罹車禍(前座外籍同事則首當其衝不幸身亡)。陶左大腿骨粉碎性破裂，橫膈膜洞穿，脾臟受損而內出血不止，送到伊利沙伯醫院動手術八小時，留醫深切治療部多日，最終在10月6日出院。
車禍後，有一段時期為《東方日報》撰寫社評及《功夫茶》專欄。又在香港電台主持電台節目《講東講西》，亦曾與劉天賜主持電視節目《犀牛俱樂部》（無綫電視）和《斑馬在線》（亞洲電視）及於《都市日報》撰寫《光明頂》專欄。
陶傑曾在不同香港媒體撰寫《蘋果日報》「黃金冒險號」、《壹週刊》「坐看雲起時」、《am730》「陶傑醒你」、《頭條日報》「踏莎行」、《明報周刊》「摩星嶺上」、《爽報》「透心涼」等專欄，並在香港商業電台晚間主持《光明頂》節目。此外，陶傑亦與TOM集團大股東周凱旋合作，擔任和記黃埔（長江和記實業前身）旗下內容供應商「威震四方」的創作總監，為和記黃埔3G手機提供內容和擔任「CUP媒體」副顧問。現時只為光明頂擔任主持及「CUP媒體」上撰寫時評。 

### 婚姻
陶傑已婚，太太姓曾，在英國時認識，育有兩子。1994年9月15日陶傑在機場隧道遇嚴重交通意外，留醫深切治療部逾月。從鬼門關撿回性命後，二人結婚。

### 回英國「放大假」
2021年9月23日，陶傑傍晚在facebook宣布自己抵達英國牛津，表示自己要放長假，未來應該會回港，並提及「在陰霾和幽雨的日子，願大家一起堅毅忍耐」。
2022年3月10日與鮑偉聰成立YouTube Chanel 風雲谷。 放大假後，陶傑繼續於「CUP媒體」的平台上發表時事文章。

## 風格
陶傑主要以中文寫作，亦曾在《HK Magazine》等刊物以英文撰寫專欄文章。陶傑知識淵博，以融合中西文化、文筆辛辣見稱；其文章擅長以比喻手法，經常引用古今中外文學作品、歷史、藝術、政治、人物關係等諷刺時弊，時而以優雅文筆把抽象概念化為視覺效果，加上其題材豐富，作品包括記宗教、政論、歷史、語文、藝術、音樂等，素有「才子」之稱。
他亦崇尚歐日文化，曾留學英國的他，對英國最爲欣賞，但他強調只是崇優，因為一百五十年來，英國人才輩出，值得推崇。作品常見中西文化之比較，以讚頌西方文化來批評中國文化之弱點和缺失。對九七後港人治港的失敗，亦常大加批評及表示不滿，更曾經表示希望英國能繼續管治香港。風格時而幽默，時而挖苦、誇張、反諷，特別是針對中國文化時事。喜以「小農社會」、「小農DNA」、「大唐人街」及「醬缸」等詞描述現代中國人生百態、民族情緒及政治生態，時在報章發表時事評論文章，藉事件批評中國文化。社會上有人批評他言論過激和主觀，也有人認為他一針見血說出事實。
陶傑認為寫專欄要面對大眾，大眾有不同的階層和知識領域，要寫得較易引人共鳴。有時專欄文章寫得通俗，被部份人認為是意淫和滿紙淫穢的性比喻，不堪入目，其在壹本便利的專欄作風相似。
1996年4月在《呼吸詩刊》專訪中，被問為何不寫詩，回答：「理由很簡單，純是市場因素。畢業回港後，我覺得香港的文風氣退化了許多，與其寫一些沒有人會提起勁來讀的作品，倒不如妥協一下，在市場容許的隙縫中，又不完全出賣自己創作原則的情況下，寫一些較易引人注意和共鳴的作品。我現在寫專欄，雖不是自己最滿意的作品，但勝在有讀者，每天有百多字給我抒洩感情」。2007年，在香港電台電視節目《想一想香港》中，陶傑曾這樣講述自己作品，「寫專欄表達的方式最重要是淺白。我覺得我寫的文字不是給內地人看，是寫給香港人看，我對香港人有信心，因為香港至少到1997年是一個國際城市，香港有很多人到外國留學，很多人懂英文，他們的思想及內涵很西化，所以偏激的寫作風格不是大問題。很多人其實因為內心深處有共鳴，但受不了我一支筆直刺深處講出真話。」

## 個人立場

### 反董建華
2003年4月2日，陶傑在香港明報《黃金冒險號》專欄撰文《下台吧，董建華》，嚴厲抨擊當時的香港特首董建華，以及擔任特首6年以來的種種失誤。當時SARS疫情正處於高峰，疫症處理不當導致社區爆發並引致大量人命傷亡。文章指董建華「摧毀了香港人的尊嚴，葬送了一個繁榮的城市，是一手證明了『英國人做得到的，中國人做不到』，為中國帶來全新的國恥，如果你還愛惜你的國家，請你下台。」，引起頗大迴響，當時特首辦主任林煥光甚至罕有地致函報館回應。 該篇文章多次被引用，亦被劇團「進念二十面體」及「非常林奕華」於舞台劇《東宮西宮》內引述，成為當時社會責罵董建華文章中的其中一篇經典。

### 反毛澤東
陶傑在其節目《光明頂》稱呼中國共產黨中央委員會主席毛澤東為大魔頭及魔星，指他在位期間和文化大革命期間殺害上億中國人，專欄文章有時以「毛X東」稱之。

## 爭議性言論

### LGBT反同言論
2017年6月5日，陶傑於蘋果日報撰寫一篇題為「白人絕種危機」的專欄文章，指西方「所謂LGBT：女同志、男同志、雙性戀、變性人，無人再敢「歧視」，權力已經大過天。」同時宣稱「LGBT在西方白人社會的壯大，令許多有識之士擔憂，長此下去，白人種裔的人囗會減少。」最後，在文中要「拜託歐美的 LGBT」收手，說他們在各自境内已「超額完成」平等任務。文章引起香港同志社群Pink Alliance 粉紅同盟（页面存档备份，存于）於Facebook發表貼文反擊，指「不如你教下我點樣將LGBT優越感宣播滲透係香港丫？」。立場新聞刊登一封讀者來信回應稱，「為什麼一提起同權和同性婚姻，本地某些包括上面兩位的「有識之士」就會口吐白沫，變得語無倫次？」。最後「指無論如何，LGBTQ 的權力不是在「壯大」，只是被壓迫和殘害了多年，族群内對平權有了醒覺，尤其是對一些喜歡聲東擊西，以批評「政治正確」為假命題，實際上是掩飾其個人醜陋的偏執言論。」

### 中国小農DNA社會論
陶傑評論中國人某些陋習時常用小農社會、小農DNA（基因）等論點，依照他的理論：小農DNA源於中國農民的基本性格：嫉妒、自私和猜疑，因為眼前的農地就是全世界；人生最大的成就就是吃飽，腦袋沒有內容，不懂推理、邏輯，奴性重等等。
梁文道曾經這樣評論陶傑：「他很聰明，文筆非常好，但問題是，我非常不認同他的寫作方法，把所有問題都歸咎於一種玄談式的民族性。我很不喜歡談民族性，這是一個本質論的概念。作為一個知識份子竟一天到晚鼓吹民族性，是不負責任的，因為，如果把現在的所有問題講成是由於中國人的『小農DNA』，那我們還可以做什麼？這種寫作方式有什麼意義？想達到什麼目標？這就是我永遠不會做的。」

### 為就職經歷及自我言論辯解
陶傑曾公開自辯說：“……你看孫文革命成功，下令所有人剪掉辮子，很多人認為孫文這個人很偏激，因為大家留辮子留了200多年，你為甚麼一下子剪掉？為甚麼不能夠循次漸進，一天剪一點？所以，無所謂偏激不偏激，自己再偏激，也比不上中國60年來毛澤東的政策的偏激。現在的中國也有很多問題，建行宮，炒賣地產，吃穿山甲，吃娃娃魚，這種行為，偏激不偏激？到外面買LV，一買買幾十個，回來轉賣，這偏激不偏激？”。
他同時為兩家死對頭報館寫社論，如曾分別任職兩家取向相反的報館即蘋果日報及東方日報，寫出政見和意識形態南轅北轍的文章，有意見指他毫無文人的風骨。他堅稱部分社論及專欄文章只是代表報館立場，無不妥之處。他自辯並比喻：“就像律師上庭為一個人辯護，他必須把自己從自我的角色釋放出來，做好律師的本份。”

### 專欄內容爭議
2011年9月19日，陶傑為剛創刊的《爽報》副刊撰寫的專欄，內容涉及描繪大學生性生活的文章，部份被淫褻物品審裁處評定內容不雅。陶傑表示，他用的是文學手法寫連載小說，並無直接描寫性器官，著重美感，如果淫審處認為他的作品不雅，很多著名文學作品都屬不雅。但此後他的專欄已有所收斂，後來12月起改為《爽報》寫社評。陶傑在2014年12月24日蘋果日報專欄，將中國消費者和日本南京大屠殺日軍相提並論，被人叫他服毒自殺向死難亡靈謝罪。。講張靈甫歷史與真實史實出入甚大，被蕭若元嘲諷沒有基本近代國共史知識。

### 專欄觀點
- 2004年10月25日，陶傑於《蘋果日報》撰寫一篇名題為「Come on James」[30]的抒情文，原意為帶出中學畢業後，情侶之間各奔前程而分手的悲哀。文章刊出相繼引起大批網民的同感，並屢次被引用。
- 2013年間曾在《明報》撰寫專欄《黃金冒險號》，當中有一篇題為「沒大腦，沒煩惱」(no brain, no pain)，提及王羲之的《蘭亭集序》，述及王羲之能在遊山玩水中，聯想到「生命的有限」，很難得。
- 2017年8月在《明周娛樂》撰寫專欄《摩星嶺上》，有一篇題為「電腦出不了蘇東坡」，引述並舉例指出中國一個能寫新詩的人工智能機械工具的思考缺陷，藉此表示人工智能不能完全取代人類及對簡陋的中國產品感到反感[31]。
- 2021年12月8日，陶傑於「CUP媒體」的時評上，曾有一篇〈昂山素姬「林鄭化」之後 （页面存档备份，存于）〉指出昂山素姬支持緬甸軍政府屠殺國內羅興亞小數族裔後，已不再是西方追捧的亞洲民主寵兒。
- 2022年1月31日 ，陶傑於「CUP媒體」的時評上，曾有一篇〈烏克蘭當有驚無險〉 （页面存档备份，存于）預測俄羅斯不會出兵打烏克蘭。事實上，2022年2月24日清晨，俄羅斯總統普京以對烏克蘭採取「特別軍事行動」之名，發射導彈和空襲包括烏克蘭首都基輔在內的多座城市及其防衛設施。

### 高調支持疑似建制派候選人
2015年區議會選舉，陶傑高調支持黃大仙龍星選區候選人林作，有報導指後者與自由黨關係密切，且有建制派組織支持，但陶傑在林作落選後仍強調後者不是隱形建制，表示林作「憑自己考入牛津的香港仔，唔通會受到中共嚴格思想控制」。
林作除了參選過，做保險經紀、投身過補習界、也與鍾培生打過「百萬擂台戰」。陶傑每次提起林作，皆會提到其「牛津畢業生 （页面存档备份，存于）」的背景。

### 种族主义言论與菲律賓的政治風波
2009年3月27日，陶傑在《HK Magazine》雜誌撰文《The War at Home》（家中之戰）， 形容菲律賓是「僕人國家」，並且串連「菲律賓政府宣稱擁有南海主權」和「菲律賓人在香港當傭工」兩件事情，指出菲律賓「作為僕人國家，不能對主人還擊」，又警告「她如果想要在來年加薪，就得告知菲律賓同胞，南沙群島的主權屬中國擁有」。文章引起涉嫌種族歧視以及侮辱菲律賓人的爭議，引發菲律賓政界不滿，居住在香港的菲律賓人組織發起1000人遊行示威。菲律賓移民局指出陶傑對菲律賓人「傲慢不敬」，將他列入「不受歡迎外國人黑名單」，禁止入境。
陶傑其後稱，「僕人國家」是指菲律賓人相信天主教，而耶穌鼓勵人要當世人的僕人。他又表示該文章是一種反諷形式的文章，只是以虛構處境劇（當時他無聘用菲傭）諷刺一個才大氣粗的香港小男人 當僱主時的傲慢態度。他說文章無表達對南海主權的立場，坦言下次寫作會顧慮更多。例如，他在同年4月3日的專欄提及「心高氣傲的港女不再需要搬運石油汽罐和汽水的苦力」時，就聲明「對這個勞動層絕無嘲諷之意」。 在事件後兩個月，他仍然未能夠釋懷。6月21日，他在專欄提及民歌《追龍記》，被人誤會以為此首歌曲在歌頌吸食大麻時，就提到「就像『僕人』（Servants）這個名詞很神聖——聽在疑神疑鬼的人耳裏，就是教壞小孩。」 陶傑透過電視以西班牙語向菲律賓人公開道歉，並且向菲律賓駐香港總領事解釋事件。于發行《HK Magazine》的Asia City Publishing Group陶傑發表道歉啟事，指「很多人讀出非文章本意，該公司向讀者保證絕對尊重菲律賓人」。

#### 就「評論菲律賓事件」部份學者意見
- 香港中文大學政治與行政學系高級導師蔡子強：因為人權意識加強和社會氣候改變，對性別和種族議題敏感，往日可以接受的玩笑，今時未必適用。陶傑向來以嬉笑怒罵方式評論，踩界機會大，所以對事件不感意外[40]。
- 前《星島日報》總經理香樹輝（以筆名「左丁山」名義）：陶傑以一貫嬉笑怒罵風格評論南海主權，以幽默筆觸刺激一下菲律賓和菲傭，毋須大驚小怪。菲律賓人的英語或許比香港人為佳，但不像香港人一樣懂得欣賞陶傑。[41]
- 香港記者協會主席譚志強：事件是「搞笑當認真」，陶傑原意並非要貶低菲律賓人，而是嘲諷憤青的極端民族主義。[40]
- 樹仁大學新聞與傳播系主任梁天偉：事件表達了菲律賓民族情緒。菲律賓針對一名專欄作家的言論而禁止入境，似乎是小題大做和反應過激，如果是官員說這些話才該禁入境。[40]
- 中國政法大學教授王友金：根據國際慣例，若僅一個平民對某國發表侮辱言論，該國即高調發表外交聲明並禁止該平民入境，極為罕見。他質疑菲律賓只是耍外交手段，背後最大目的是借此宣示對南海的主權。[36]

### 被指拿颱風天鴿在澳門造成的破壞開玩笑
2017年8月24日，陶傑在臉書頻道說：「學好英文，可以反斗創作，只要為人性格唔好太Serious, 例如: Macao is getting really Macao Fan once fanned up by a typhoon. Perhaps the name of the street can be changed to: Avenida Del Alma Dailunwoga」。該篇貼文因大量網民表示不滿而被刪除，陶傑拒絕道歉，後來他又發言說：「我喜歡政治不正確。有的蓄意政治不正確的文字笑話，貼出一次，故意再刪除，自然引起更多人散播。不信？It is still somewhere on this channel。以上這個，再次娛樂大眾，或亦不例外……『Macao Fan』在香港不是講了幾十年嗎？此帖上時未知咁大㷛（還未知道會如此嚴重），更不是嘲笑澳門災民，而是葡文街名古怪。」
有澳門報章專欄作家發文對此事作出評論：「母語是廣東話的人自然不難辨認，外國人反而更有可能看不明白。這兩三句話寫給誰看？讀過西班牙文或葡文的人看到『Avenida Del Alma』，大概會明白它本義是「心靈馬路」。把心靈反斗創作成粗口爛舌，嘲笑一條馬路的名字，美其名曰『娛樂大眾』……一個人是斯文敗類，還是才德兼備，和是否學好外語沒有必然的聯繫。……（筆者）曾經學過一段時間西班牙文，看到『Avenida Del Alma』便想起它的眾數，有許多談基督教教義的西班牙文書籍都會提到它暗喻眼睛。……這些西文作家除了引用聖經中的暗喻『眼睛是心靈的窗口』，還將眼睛看成心靈的馬路。他們常常說要保護心靈馬路，意思是不要看撒旦，不要看邪惡的事物。這些外國作家的講法，不難令人想起《論語》中的『非禮勿視』。眼睛和靈魂有關，『唔（不）serious』也不需要用來滋養惡趣的……這條提督馬路，既是澳門半島的一條交通主幹道，也是連結起好幾個主要居民區的一條生活紐帶。這幾天大家都走到馬路上清理路面雜物，努力恢復原本生活的面貌。我覺得它象徴了民間團結、自發自救的抗災精神。西人覺得沒有靈魂的人就沒有感情，就更不會同情災民了。也許沒有靈魂的人對於嘲弄不嘲弄，或者道歉不道歉，都不會有什麼感覺。正所謂『You are what you speak』。」有另一名澳門作家在臉書轉發陶傑開玩笑的發言，並評論說：「做人不要太陶傑」。

## 節目主持

### 電台節目
- 講東講西（香港電台）（1995年 - 2003年）
- 光明頂（商業電台）（2003年- ）[47][12]
- 在晴朗的一天出發：聲音專欄－「陶言無忌」「評天下」（商業電台）[48][49]
- 街頭早點Up 街頭大人物（嘉賓主持；2011年，馬來西亞988電台）

### 電視台節目
- 寫意空間其中一集「專欄文化」（1997年，香港電台電視部，由DJ鄭子誠朗讀他在《泰晤士河畔》一篇文章）
- 犀牛俱樂部（2001年，無綫電視）
- 犀牛俱樂部2（2002年，無綫電視）
- 1405鄭和下西洋 （2005年，無綫電視）
- 細說名城 - 英格蘭之旅（页面存档备份，存于）（2006年，無綫電視，於1月15日播映）
- 細說名城 - 波蘭之旅（页面存档备份，存于）（2006年，無綫電視，於4月19日播映）
- 世紀天道行（2006年，無綫電視）
- 人傑地靈（2007年，無綫電視）
- 全民開講（2007年，無綫電視）
- 想一想香港（嘉賓主持；2007年，香港電台）
- 斑馬在線（2007年，亞洲電視，於10月8日播映）
- My Studio（2007年，亞洲電視，於10月8日播映）
- 茶馆论风骚（2007年 - ，陽光衛視）
- 星期日大班（嘉賓主持；2008年，Now寬頻電視）
- 雙對論（2008年，亞洲電視）
- 頭條新聞：《陶析新聞》環節（2011年，香港電台）
- 亞視百人（嘉賓主持；2012年，亞洲電視）
- 港人.自講（嘉賓主持；2012年，陽光衛視）
- 周日不講理 - Sunday有理講（2012年至2019年，有線電視）
- 晚吹 - 啪啪Channel（2017 - 2018年，ViuTV）
- 陶傑笑看風雲 （2018年，亞洲電視）
- 大星講（2018年，ViuTV）

### 網站節目
- 大陶殺（2011年，Goyeah.com）[50]
- 風雲谷（2022年，Youtube）[13]
- 語文陶話廊、陶悠遊、星CUP人物、大勢講、陶與戲 （页面存档备份，存于）等節目及影片見「CUP媒體」頻道 (Youtube)

## 執導電影
- 愛．尋．迷 愛．尋．迷預告片 （页面存档备份，存于） (2014年)

## 電視廣告
- 樓上燕窩莊 樓上燕窩莊 （页面存档备份，存于） (2006年，無綫電視)
- 香港專業教育學院 2009年6月 陶傑+劉雲傑@IVE廣告（页面存档备份，存于） (2007年)
- 馬世良堂 保胃丹 （页面存档备份，存于） (2007年)
- 安信信貸 安信信貸 義不容辭 （页面存档备份，存于）
- 琥珀教育 琥珀教育 （页面存档备份，存于） (2012年)

## 繪畫
陶傑除寫作外亦愛繪畫，而且水墨印象派風格各異。他稱中學時期跟歐陽乃霑學過畫，所以畫風也有受他影響；當年在告士打道的嶺海藝專學素描、水彩、粉彩、油畫，國畫則是看書自學，所以帶點西洋風格；畫畫是其業餘興趣，沒想過要做畫家。

## 作品集

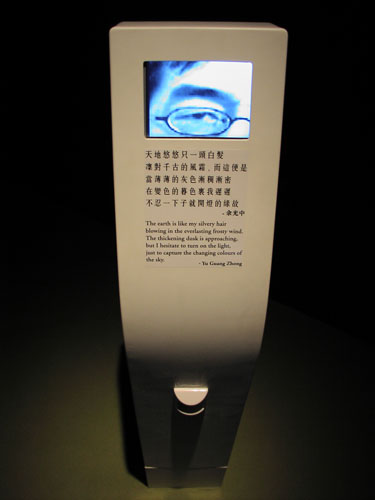
陶傑於2006年參與香港文化博物館專題展覽「融—四頭家」，以裝置藝術的方式分享他對閱讀的看法

### 皇冠出版社出版

#### 陶傑作品
| 出版日期   | 書名                 | 出版社     | 備註               |
| ---------- | -------------------- | ---------- | ------------------ |
| 1997年7月  | 不給一口釘           | 皇冠出版社 | ISBN 9624514836    |
| 1998年10月 | 黃金冒險號           | 皇冠出版社 | ISBN 9624513716    |
| 1999年1月  | 再見蘇絲黃           | 皇冠出版社 | ISBN 9624515271    |
| 1999年2月  | 不給一口釘           | 皇冠出版社 | ISBN 9624514836    |
| 1999年2月  | 馬戲班主走了之後     | 皇冠出版社 | ISBN 9624515530    |
| 1999年7月  | 日暮荒老的地平線上   | 皇冠出版社 | ISBN 9624515972    |
| 1999年9月  | 香港這杯雞尾酒       | 皇冠出版社 | ISBN 9624515735    |
| 1999年12月 | 中國化的魚眼睛       | 皇冠出版社 | ISBN 9624515832    |
| 2000年1月  | 因為它在那裏         | 皇冠出版社 | ISBN 9624516200    |
| 2000年4月  | 權力的地圖           | 皇冠出版社 | ISBN 9624514615    |
| 2001年3月  | 颱風和島的約會       | 皇冠出版社 | ISBN 962451674X    |
| 2001年6月  | 偉大的十字街頭       | 皇冠出版社 | ISBN 9624516596    |
| 2001年7月  | 那一頭是甚麼景色     | 皇冠出版社 | ISBN 9624516995    |
| 2001年10月 | 香港，你要活下去！   | 皇冠出版社 | ISBN 9624517029    |
| 2001年10月 | 香港，你要爭口氣！   | 皇冠出版社 | ISBN 9624517193    |
| 2002年7月  | 天涯遠望的焦點       | 皇冠出版社 | ISBN 9624517223    |
| 2002年7月  | 思考在命運之上       | 皇冠出版社 | ISBN 9624517363    |
| 2003年7月  | 有光的地方           | 皇冠出版社 | ISBN 9624517606    |
| 2004年1月  | 魚的哲學             | 皇冠出版社 | ISBN 9624517762    |
| 2004年7月  | 無眠在世紀末         | 皇冠出版社 | ISBN 9624518319    |
| 2004年7月  | 她是他的一場宿命     | 皇冠出版社 | ISBN 962451819X    |
| 2005年2月  | 霓虹花憶             | 皇冠出版社 | ISBN 9624518831    |
| 2005年5月  | 那一夜星斗           | 皇冠出版社 | ISBN 9624518459    |
| 2005年7月  | 國度的零時           | 皇冠出版社 | ISBN 9624519188    |
| 2005年10月 | 青木瓜之戀           | 皇冠出版社 | ISBN 9624519374    |
| 2006年4月  | 天神的微笑           | 皇冠出版社 | ISBN 9624519536    |
| 2006年7月  | 黑嶺魔宮             | 皇冠出版社 | ISBN 9624519749    |
| 2006年12月 | 歷史和地理間的沉思   | 皇冠出版社 | ISBN 9789882160101 |
| 2007年5月  | 快樂鄉的一天         | 皇冠出版社 | ISBN 9789882160330 |
| 2007年7月  | 莎士比亞的安魂曲     | 皇冠出版社 | ISBN 9789882160378 |
| 2007年10月 | 海豚男的終極夜空     | 皇冠出版社 | ISBN 9789882160590 |
| 2007年12月 | 芳菲花田             | 皇冠出版社 | ISBN 9789882160705 |
| 2008年7月  | 天國的凱歌           | 皇冠出版社 | ISBN 9789882160934 |
| 2008年12月 | 乳房裏的異世         | 皇冠出版社 | ISBN 9789882161214 |
| 2009年7月  | 流金千蕊             | 皇冠出版社 | ISBN 9789882161535 |
| 2010年2月  | 這個荒謬的快樂年代   | 皇冠出版社 | ISBN 9789882161740 |
| 2010年7月  | 小奴才的修煉之道     | 皇冠出版社 | ISBN 9789882161962 |
| 2010年12月 | 集體低智的精英?      | 皇冠出版社 | ISBN 9789882162136 |
| 2011年7月  | 裸露的潛規則         | 皇冠出版社 | ISBN 9789882162358 |
| 2011年12月 | 丟雞蛋的和諧美       | 皇冠出版社 | ISBN 9789882162501 |
| 2012年7月  | 剩女時代的通識智慧   | 皇冠出版社 | ISBN 9789882162631 |
| 2012年12月 | 砧板上的洗腦宣言     | 皇冠出版社 | ISBN 9789882162839 |
| 2013年7月  | 水濃於血的早洩民主   | 皇冠出版社 | ISBN 9789882163157 |
| 2013年9月  | 低智保育BB班         | 皇冠出版社 | ISBN 9789882163188 |
| 2013年12月 | 罵人的藝術           | 皇冠出版社 | ISBN 9789882163256 |
| 2014年4月  | 英國人有沒有害香港？ | 皇冠出版社 | ISBN 9789882163317 |
| 2015年6月  | 謊言的大時代         | 皇冠出版社 | ISBN 9789882163768 |

#### 陶傑精選作品
| 出版日期   | 書名               | 出版社     | 備註               |
| ---------- | ------------------ | ---------- | ------------------ |
| 2003年1月  | 泰晤士河畔         | 皇冠出版社 | ISBN 9624517584    |
| 2003年7月  | 風流花相           | 皇冠出版社 | ISBN 9624517592    |
| 2003年11月 | 圖騰下的銀河       | 皇冠出版社 | ISBN 9624518009    |
| 2004年5月  | 自戀紅燭           | 皇冠出版社 | ISBN 962451805X    |
| 2004年11月 | 迷宮三千祭         | 皇冠出版社 | ISBN 9624518726    |
| 2009年4月  | 暗夜寇丹           | 皇冠出版社 | ISBN 9789882161382 |
| 2011年10月 | 泰晤士河畔(珍藏版) | 皇冠出版社 | ISBN 9789882162433 |
| 2012年7月  | 洗手间里的主权     | 凤凰出版社 | ISBN 9787550614369 |
| 2012年7月  | 杀鹌鹑的少女       | 凤凰出版社 | ISBN 9787550614352 |
| 2013年7月  | 與陶傑同床         | 皇冠出版社 | ISBN 9789882162655 |

#### 陶傑文化精讀
| 出版日期   | 書名                        | 出版社     | 備註               |
| ---------- | --------------------------- | ---------- | ------------------ |
| 2012年3月  | 上等英文詞典(陶傑文化精讀1) | 皇冠出版社 | ISBN 9789882162471 |
| 2012年4月  | 高等中文大典                | 皇冠出版社 | ISBN 9789882162556 |
| 2012年5月  | 頭等英文金句錄              | 皇冠出版社 | ISBN 9789882162594 |
| 2012年12月 | 絕頂女人德育調教課          | 皇冠出版社 | ISBN 9789882162754 |

### CUP出版作品
| 出版日期   | 書名                         | 出版社 | 備註               |
| ---------- | ---------------------------- | ------ | ------------------ |
| 2004年12月 | 大偶像                       | CUP    | ISBN 9889800268    |
| 2005年7月  | 峰青夕陽紅：陶傑星期天評論集 | CUP    | ISBN 9889860945    |
| 2006年7月  | MK愚樂圈                     | CUP    | ISBN 9889877325    |
| 2008年10月 | 恭敬有罪──陶傑短評           | CUP    | ISBN 9789881783516 |
| 2008年11月 | 搔背有趣──陶傑短評           | CUP    | ISBN 9789881783523 |
| 2010年7月  | 政正係理 - 陶傑英文小品選    | CUP    | ISBN 9789881934239 |
| 2011年     | 政正係理2 - 陶傑英文小品選   | CUP    | ISBN 9789881934239 |
| 2012年     | 陶傑真寫意                   | CUP    | ISBN 9789881524157 |
| 2013年     | 政正係理3 - 陶傑英文小品選   | CUP    | ISBN 9789881638250 |
| 2014年     | 政正係理4 - 陶傑英文小品選   | CUP    | ISBN 9789881301659 |

### 明報出版社出版作品
| 出版日期  | 書名               | 出版社     | 備註            |
| --------- | ------------------ | ---------- | --------------- |
| 2001年6月 | 流芳頌             | 明報出版社 | ISBN 962973544X |
| 2002年8月 | 滿香園的一朵朵笑靨 | 明報出版社 | ISBN 9624517193 |
| 2005年7月 | 她把靈魂銘刻在水上 | 明報出版社 | ISBN 9628872036 |

### 大山文化出版作品
| 出版日期  | 書名             | 出版社         | 備註               |
| --------- | ---------------- | -------------- | ------------------ |
| 2012年1月 | 歷史的荳蔻情人   | 大山文化出版社 | ISBN 9789881958198 |
| 2012年1月 | 大作家的情色執照 | 大山文化出版社 | ISBN 9789881609618 |

### 人物傳記系列作品
| 出版日期  | 書名 | 出版社               | 備註               |
| --------- | ---- | -------------------- | ------------------ |
| 2012年5月 | 爭氣 | 經要文化出版有限公司 | ISBN 9789881975386 |

### 訪問系列
| 出版日期  | 書名                       | 出版社 | 備註            |
| --------- | -------------------------- | ------ | --------------- |
| 1999年7月 | 名人學語文──訪問系列       | 語常會 | ISBN 962856031X |
| 2001年6月 | 名人學語文──訪問系列第二輯 | 語常會 | ISBN 9628560328 |

### 合著作品
| 出版日期   | 書名                   | 合著者           | 出版社 | 備註            |
| ---------- | ---------------------- | ---------------- | ------ | --------------- |
| 2003年12月 | 男女關係               | 黎達達榮         | CUP    | ISBN 9628699342 |
| 2004年4月  | 男女關係2              | 黎達達榮         | CUP    | ISBN 9628699334 |
| 2004年7月  | 男女關係3              | 川頁、寺健       | CUP    | ISBN 988977545X |
| 2005年12月 | 百日維新               | 劉細良、梁文道等 | CUP    | ISBN 9889877236 |
| 2007年7月  | 九龍皇帝               | 鍾燕齊           | CUP    | ISBN 9889950464 |
| 2008年6月  | 斑馬在線︰通識電視課室 | 劉天賜           | CUP    | ISBN 9881700914 |

### 其它 (翻譯作品和評註)
| 出版日期   | 書名                 | 原文作者 | 出版社         | 備註                     |
| ---------- | -------------------- | -------- | -------------- | ------------------------ |
| 2004年6月  | 石點頭──鍾逸傑回憶錄 | 鍾逸傑   | 香港大學出版社 | 譯作／ISBN 9622096646    |
| 2007年7月  | 不中不英             | 褚簡寧   | CUP            | 評註／ISBN 9889950499    |
| 2007年12月 | 不中不英2            | 褚簡寧   | CUP            | 評註／ISBN 9881700787    |
| 2009年7月  | 不中不英3            | 褚簡寧   | CUP            | 評註／ISBN 9881834945    |
| 2010年7月  | 不中不英4            | 褚簡寧   | CUP            | 評註／ISBN 9789881853776 |

## 外部連結
- 陶傑的Facebook專頁
- 陶傑的新浪微博
- 陶傑的Instagram帳戶
- 小農研究所-陶傑文集
- 陶傑散文研究：一／二
- （页面存档备份，存于） 陶傑 标签的文章
- 陶傑在蘋果日報的專欄（页面存档备份，存于）
- 陶傑在CUP媒體上的時評 （页面存档备份，存于）